# Тенерифе-Южный
Международный аэропорт Тенерифе-Южный (IATA: TFS, ICAO: GCTS; исп. Aeropuerto de Tenerife Sur), ранее известный как Аэропорт Тенерифе-Южный имени королевы Софии (исп. El Aeropuerto Tenerife Sur Reina Sofia) — международный аэропорт, расположенный на юге острова Тенерифе, крупнейшего из Канарских островов (вторым международным аэропортом на Тенерифе является аэропорт Лос-Родеос).
Аэропорт расположен в муниципалитете Гранадилья-де-Абона. Был торжественно открыт 6 ноября 1978 года королевой Испании Софией, именем которой первоначально назывался аэропорт.
В 2010 году аэропортом обслужено более 7,3 млн пассажиров. Вместе с аэропортом Лос-Родеос пассажиропоток составляет 11 410 305 пассажиров в год.
Рядом с аэропортом есть хорошая точка для фотосъёмки самолётов. Лучше приезжать, когда ветер меняет направление на восточное.

## История
В конце шестидесятых годов власти острова Тенерифе сказали, что им необходим новый аэропорт, так как единственный тогда на острове аэропорт, Лос-Родеос, не соответствовал техническим требованиям из-за неблагоприятных погодных условий.
В 1977 году были закончены командно-диспетчерский пункт, здание аэровокзала и рулёжные дорожки.
Аэропорт был открыт королевой Софией 6 ноября 1978 года. Первым полетом стал полет IB187 с острова Лансароте. Самолет приземлился в 10:17.

## Направления полетов
Направления авиакомпанией, летящих из аэропорта Тенерифе-Южный:

## Статистика аэропорта
| Год                     | Пассажиры | Траффик | Грузы (тонн.) |
| ----------------------- | --------- | ------- | ------------- |
| 2000                    | 9,111,065 | 62,096  | 12,019        |
| 2001                    | 9,111,065 | 61,055  | 11,469        |
| 2002                    | 8,980,465 | 63,527  | 10,769        |
| 2003                    | 8,852,878 | 62,506  | 8,775         |
| 2004                    | 8,632,178 | 62,824  | 9,218         |
| 2005                    | 8,631,923 | 63,649  | 9,770         |
| 2006                    | 8,845,668 | 65,774  | 9,414         |
| 2007                    | 8,639,341 | 65,036  | 9,168         |
| 2008                    | 8,251,989 | 60,779  | 8,567         |
| 2009                    | 7,108,073 | 49,779  | 5,371         |
| 2010                    | 7,359,150 | 51,858  | 4,293         |
| 2011                    | 8,656,487 | 58,093  | 4,479         |
| 2012                    | 8,530,729 | 56,210  | 3,906         |
| 2013                    | 8,701,983 | 55,987  | 3,395         |
| Source: Aena Statistics |           |         |               |